# Petrus Diederich
Petrus Diederich (* wahrscheinlich 1617 in Treis an der Mosel; † 20. April 1667 in Kirchen an der Sieg) war ein Prämonstratenserchorherr und kurzzeitig Abt der Abtei Rommersdorf.

## Leben
Kurz nach seiner Geburt zog die Familie nach Boppard. 1634 studierte Diederich in Köln und 1635/1636 in Löwen. Hier entschloss er sich, in den Prämonstratenserorden einzutreten. Nach seinem Noviziat in den Abteien Steinfeld (1638) und Rommersdorf (1640) wurde er schon 1641 als Prior nach Arnstein geschickt und zwei Jahre später versah er dieses Amt im Frauenkloster Altenberg, von wo aus er auch zeitweise den Pfarrdienst in Ockstadt in der Wetterau versah. Am 2. Januar 1655 wurde er dann zum Rommersdorfer Abt gewählt. Allerdings sah er sich schon am 15. September 1657, nicht zuletzt wegen seiner nicht ganz einfachen Persönlichkeitsstruktur, zur Resignation gezwungen. Nach Aufenthalten in verschiedenen Prämonstratenserabteien übernahm er die Pfarrei in Irlich am Rhein und 1665 die in Kirchen an der Sieg.
Seine Aufenthalte in Ockstadt nutzte er auch für Besuche der knapp zehn Kilometer entfernt gelegenen Prämonstratenserklöster Ilbenstadt. Das Frauenkloster Nieder-Ilbenstadt wurde wegen Mitgliedermangels öfter von Altenberg aus personell aufgestockt und mit dem Männerkloster Ober-Ilbenstadt regelte er wirtschaftliche Angelegenheiten.
Als Abt von Rommersdorf, dem von 1617 bis 1674 die Aufsicht des Klosters Maria Engelport oblag, war Petrus Diederich auch dessen Vaterabt. Bei einer Visitation dieses Filialklosters entdeckte er dort 1656 drei Handschriften, die er an sich nahm und 1662 binden ließ. Diesen Band schenkte er dem Ilbenstädter Abt Georg Laurentius 1662. Kernstück des 360 Seiten umfassenden Bandes ist neben einer Abschrift der Ordensstatuten von 1505 und einer legendarischen Beschreibung der Bekehrung der heiligen Maria Magdalena aus dem 15. Jahrhundert die äußerst seltene und lange als verschollen geglaubte Vita der seligen Chistina von Hane. Bei seinem Bemühen um die Verherrlichung von Ordensheiligen der Rommersdorfer Tochterklöster scheute Diederich nicht vor Fälschungen zurück. So hatte er sich die von ihm angefertigte und auf den 18. Dezember 1348 datierte, angeblich von Papst Clemens VI. ausgestellte Seligsprechungsurkunde der Gertrud von Altenberg trickreich von dem Trierer Weihbischof Otto von Senheim bestätigen lassen. Bei der in Engelport gefundenen Vita Christinas änderte er das Heimatkloster Hane in Bolanden kurzerhand zu Retters in Königstein, eine Fälschung, die sich jahrhundertelang hartnäckig hielt.
Überhaupt kam es ihm weniger auf wissenschaftliche Genauigkeit und Zuverlässigkeit an, vielmehr brachte er immer wieder unbekümmert Dichtung und Wahrheit durcheinander. Auch die Verehrung der Beatrix von Engelport versuchte Diederich, allerdings mit mäßigem Erfolg, zu forcieren. So wie bei Gertrud von Altenberg erfand er auch für sie ein legendenhaftes Rumoren aus dem Sarg und sandte Reliquien von beiden an das Kloster Bethania in Veurne.

## Werk
Petrus Diederich korrespondierte mit zahlreichen Gelehrten wie beispielsweise den Bollandisten. Von seinem flämischen Ordensbruder, dem Hagiographen, Literaten und Poeten Pieter de Waghenaere, ließ er Hymnen für die selige Gertrud von Altenberg und Christina sowie ein Gedicht zu Ehren der seligen Beatrix verfassen. Abschriften davon ließ er der Christina-Vita beiheften.
Besonders hervorzuheben ist sein schriftlicher Nachlass mit wertvollen Hinweisen zur Geschichte der Abtei Rommersdorf und seiner Filialklöster, bestehend aus einer Handschrift Antiquitates monasterii Aldenburgensis im Fürst zu Solms-Braunsfelsschen Archiv, drei Kopiaren im Landeshauptarchiv Koblenz Bestand 162 Nr. 1402 sowie einem Kopiar im Pfarrarchiv Heimbach-Weis Bestand 560, 348 Nr. 112. Ein weiterer Band ist verschollen.